# Erik Hellberg
Erik Florentin Hellberg (i riksdagen kallad Hellberg i Lycksele), född 2 januari 1856 i Eskilstuna, död 31 januari 1923 i Stockholm, var en svensk provinsialläkare och politiker (liberal).
Erik Hellberg, som var son till en smed, blev medicine licentiat vid Karolinska institutet 1890 och var därefter läkare i olika delar av landet, under åren 1904–1920 som provinsialläkare i Lycksele distrikt.
Han var riksdagsledamot i andra kammaren 1909–1917 (1909–1911 för Västerbottens västra domsagas valkrets, 1912–1917 för Västerbottens läns södra valkrets) och tillhörde Frisinnade landsföreningens riksdagsgrupp Liberala samlingspartiet. I riksdagen var han bland annat ordförande i andra kammarens andra tillfälliga utskott 1911 och ledamot i bankoutskottet 1915–1916. Han engagerade sig främst i regionala frågor, såsom jord- och skogsbrukets villkor i övre Norrland samt behovet av vägbyggen där.